# استان آیچی
استان آیچی (愛知県 Aichi-ken, تلفظ‌شده به صورت [aitɕi̥ ꜜkeɴ]) یکی از استان‌های ژاپن است که در منطقۀ چوبو، جزیرۀ هونشو قرار گرفته‌ است. استان آیچی (تا تاریخ ۱ اکتبر ۲۰۱۹) جمعیت ۷,۵۵۲,۸۷۳ نفر و مساحت ۵٬۱۷۲٫۹۲ کیلومتر مربع (۱٬۹۹۷٫۲۸ مایل مربع) داشته و تراکم جمعیتی آن ۱٬۴۶۰ ساکن در هر کیلومتر مربع (۳٬۸۰۰ ساکن در هر مایل مربع) می‌باشد. این استان از غرب با استان میه، از شمال با استان‌های گیفو و ناگانو و از شرق با استان شیزوئوکا همسایه است. ناگویا مرکز و بزرگترین شهر این استان می‌باشد.